# 2015年貝魯特炸彈襲擊
2015年貝魯特炸彈襲擊（英語：2015 Beirut bombings），是指發生於2015年11月12日，在黎巴嫩首都貝魯特的兩宗爆炸案，已知爆炸至少造成37-43人死200-240人傷。
爆炸地點貝魯特南部市郊Bourj el-Barajneh是什葉派伊斯蘭原教旨主義政治和軍事組織真主党（Hezbollah）的控制地區，主要居民是什葉派教徒。
事發在當地晚上繁忙時間，一名攻擊者在一座什葉派清真寺外面引爆了綁在身上的炸彈，另一名攻擊者在附近一家麵包店裏面引爆身上炸彈。黎巴嫩內政部長Nohad Machnouk稱爆炸導致數十人死亡，包括一名涉嫌策劃第三宗爆炸襲擊的兇徒。黎巴嫩總理薩拉姆譴責事件並宣布11月13日為全國哀悼日。極端組織伊斯蘭國承認策動襲擊。